# Dialetti della lingua occitana

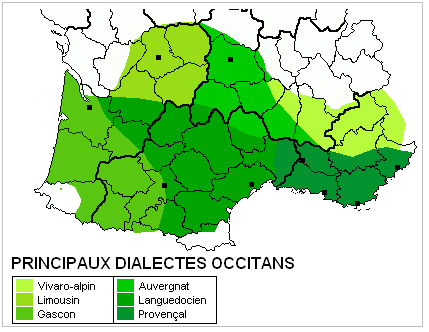
Cartina dei dialetti occitani

La lingua occitana presenta una continuità linguistica, tuttavia per ragioni di categorizzazione è stata suddiviso in dialetti. Secondo Jules Antoine Ronjat, il guascone, che lui chiama "aquitano", costituisce il solo dialetto distintamente differenziato, mentre i limiti tra gli altri dialetti restano vaghi. A parte la classificazione dialettale usuale, esistono altri metodi di classificazione scientifica dei dialetti occitani.

## Dialetti dell'occitano

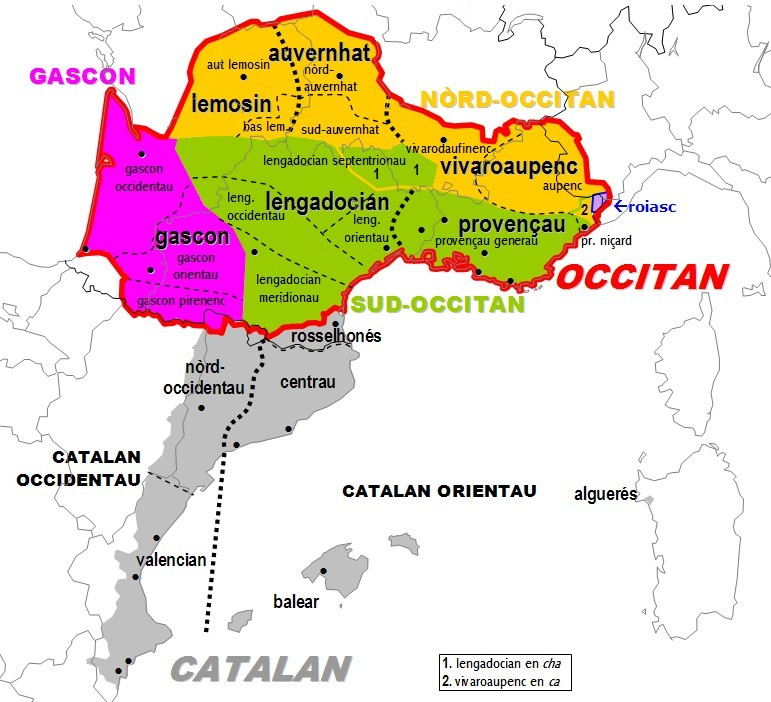
Classificazione dei dialetti occitani secondo la sintesi di Domergue Sumien

L'occitano è generalmente classificato in sei dialetti :
- l’alvernese
- il guascone, considerato talvolta per le sue specificità come una lingua distinta, si avvicina all''ibero-romanzo come il catalano
  - l'aranese, varietà di guascone pirenaico in uso nella Val d’Aran (in Catalogna), dove gode dello statuto di lingua ufficiale.
  - il bearnese, considerato come una lingua distinta dal guascone fino agli anni trenta. Si tratta in effetti del guascone parlato sul territorio della viscontea di Béarn (Vicomté de Béarn).
  - la lingua fischiata pirenaica, utilizzata un tempo ad Aas, nella valle d'Ossau (Béarn) e si basa sulla fonetica del guascone di questa regione. Le lingue fischiate sono rare nel mondo. Nel caso dei Pirenei, esse permettono la comunicazione a lunga distanza[3].
- il linguadociano
- il limosino
- il provenzale
  - lo shuadit o giudeo-provenzale, considerato estinto dal 1977. Tuttavia, il lavoro di René Moulinas, gli Ebrei del Papa (Les Juifs du Pape), dimostra che gli ebrei provenzali parlassero provenzale come i loro compatrioti cristiani. Gli ebrei del Contado Venassino (Vaucluse) parlano oggi la lingua d'oc nella stessa proporzione degli altri "contadini"[4]. Il giudeo-provenzale fu molto studiato da Pietro II imperatore del Brasile, dopo la sua detronizzazione; egli infatti parlava la lingua d'oc (in particolare nella sua variante provenzale) e aveva una buona conoscenza dell'ebraico.
  - il nizzardo, generalmente da ricollegarsi al provenzale, nonostante la sua originalità fonetica[5]
- il vivaro-alpino, anticamente chiamato "provenzale alpino", fu spesso accostato al provenzale[6].

Il catalano è considerato dalla maggior parte degli autori come una lingua separata ma altri includono i dialetti catalani nell'occitano.

## Classificazioni supradialettali

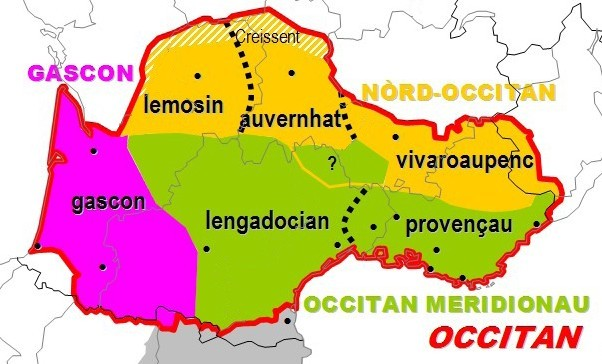
Classificazione supradialettale classica

La classificazione supradialettale classica dell'occitano è la seguente:
- Guascone
- Occitano settentrionale
  - Alvernese
  - Limosino
  - Vivaro-alpino
- Occitano mediano (o occitano meridionale) 
  - Linguadociano
  - Provenzale

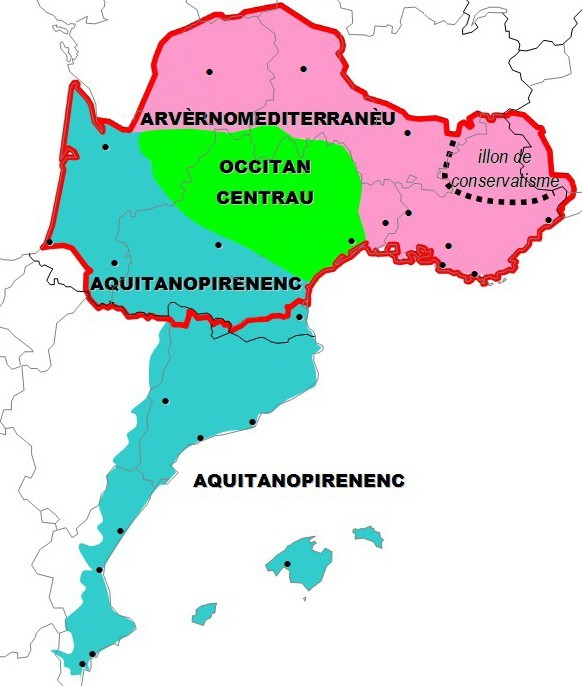
Classificazione supradialettale dell'occitano secondo Pierre Bec

Pierre Bec stabilisce un'altra classificazione secondo le seguenti linee:
- Arverno-mediterranee (Arvernomediterranèu)[8]
  - Limosino
  - Alvernese
  - Vivaro-alpino
  - Provenzale, incluso il sottodialetto Nizzardo
- Occitano centrale (Occitan centrau)[9], il dialetto linguadociano, tranne il sottodialetto linguadociano meridionale.
- Aquitano-pirenaico (Aquitanopirenenc)[8]
  - sottodialetto linguadociano meridionale
  - Guascone.
  - Il catalano è una lingua Ausbau divenuta indipendente dall'occitano ma che è del ceppo aquitano-pirenaico.

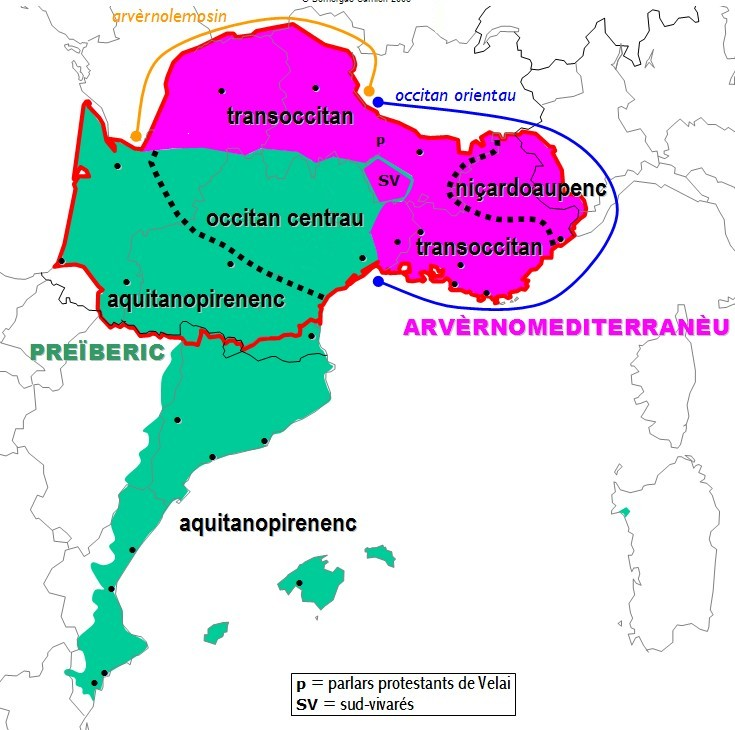
Classificazione supradialettale dell'occitano secondo Domergue Sumien

Domergue Sumien propone un altro raggruppamento:
- Arverno-mediterraneo (Arvernomediterranèu)
  - Nizzardo-alpino (Niçardoaupenc)
  - Transoccitano
- Pre-iberico (Preïberic)
  - Occitano centrale
  - Aquitano-pirenaico (Aquitanopirenenc)

## Antichi dialetti nordoccidentali
Gli antichi dialetti d'oc del nord-ovest (quelli del Poitou, della Saintonge, dell'Aunis nonché l'Angoumois) vennero rimpiazzati dai dialetti della lingua d'oïl. I dialetti d'oïl attuali di queste regioni conservano numerosi tratti originari occitani. Così Liliane Jagueneau (linguista dell'Università di Poitiers) dichiara 
Pierre Bonnaud (Università di Clermont-Ferrand) aveva prima stabilito una lista di 1200 vocaboli comuni al poitevin-saintongeais e all'occitano dichiarando 
Jacques Pignon (altro linguista dell'Università di Poitiers) aveva stabilito dal 1960 la presenza nel poitevin di 9 tratti fonetici e 7 forme grammaticali comuni con l'occitano. Questa regione aveva apparentemente un dialetto occitano specifico, molto vicino al limosino. Era il dialetto dell'espressione poetica del trovatore Richard Cœur de Lion (Riccardo Cuor di Leone), re d'Inghilterra e principe-duca d'Aquitania. La capitale dell'Aquitania del periodo era Poitiers, e numerosi trovatori (occitanofoni) erano originari di questa regione, per esempio Jauffré de Pons e Rigaut de Berbezilh.
L'esistenza di dialetti di tipo occitano, o almeno di tipo intermedio, è confermato da numerosi nomi di luoghi meridionali della Saintonge e del Poitou. Nel 1940 Henri Malet tracciò la linea di demarcazione tra i toponimi in -ac, di carattere occitano (Cognac, Jarnac o Jonzac) e i toponimi in -ay, -é (o -y) di tipo settentrionale, provenienti dai nomi di città gallo-romane in -acum: Beurlay, Plassay o Tonnay-charente. Nel 1960 Jacques Pignon invalidò una parte del tracciato di Henri Malet, dimostrando la presenza di toponimi in -ac e in -ade (indicanti un'antica presenza occitana) nel nord-ovest della Charente (Ruffécois), nel nord-est della Charente Marittima (regione d'Aulnay), nel sud delle Deux-Sèvres (regione di Melle) e a sud e a est della Vienne (regioni di Civray, Montmorillon, Chauvigny e il sud della regione di Poitiers). O. Herbert ha svelato nella sua dissertazione « I nomi di luoghi della Vienne al confine dei domini francese e provenzale». Jacques Pignon stima che si è fatto uso di una parlata di tipo occitano nel Poitou sud-orientale fino al termine del XII secolo, arrivando alla linea approssimativa Rochefort-Est di Niort, Poitiers-Chauvigny. L'influenza di Poitiers farà poco a poco trionfare le forme d'oïl senza eliminare nel complesso i tratti occitani. Pierre Gauthier (linguista dell'Università di Nantes) dimostrerà in seguito la presenza di toponimi in -ac nella Vandea meridionale (Bas-Poitou), fino a Fontenay-le-Comte e Talmont, deducendo nel 2002 che l'antica zona occitana saliva fino alla linea « Poitiers, Niort, Fontenay-le-Comte ».
Nella Saintonge meridionale il clivaggio molto più brutale tra saintongeais e guascone fa pensare piuttosto a una causa accidentale. L'abate Th. Lalanne trova la spiegazione nelle devastazioni della guerra dei cent'anni. In effetti la regione fu strettamente coinvolta nelle lotte, iniziate tre secoli prima della guerra dei cent'anni. Nel 1152 Eleonora d'Aquitania divorziò dal re di Francia Luigi VII che aveva sposato nel 1137 per risposarsi due anni più tardi con Enrico II Plantageneto, Conte d'Anjou e futuro re d'Inghilterra. Le lotte che seguiranno trovarono provvisoriamente la loro conclusione nel ricongiungimento del Poitou alla corona di Francia. È una tappa importante nella storia della lingua poiché il francese diventava allora la lingua della cancelleria.
La Guida del pellegrino di San Giacomo di Compostela, scritta nel XII secolo, distingue bene il saintongeais. Bisogna comprendere in questo contesto che il saintongeais era allora un dialetto occitano (e non l'attuale dialetto del francese), e che lo si poteva distinguere dal francese andando da nord a sud.
Dopo la morte di Luigi IX ricominciò la guerra. Poitiers divenne per un certo tempo la capitale della Francia sotto Carlo VII. La Saintonge diventa uno dei campi di battaglia a causa della sua vicinanza con la Guienna, in mano agli anglo-aquitani. Le guerre che vi si svolsero furono particolarmente disastrose. A queste devastazioni si sommeranno quelle causate dalle ripetute epidemie di peste, tra cui quella del 1349. Dopo la fine della guerra, segnata dalla disfatta degli anglo-aquitani a Castillon (Gironda) nel 1453, la popolazione della regione era decimata del 90 %. Per ripopolare il territorio si rese necessario far ricorso in maniera massiccia alle popolazioni parlanti la lingua d'oïl venute da regioni più a nord. È così che si spiega, a quanto pare, l'assenza totale di parlate intermedie tra lingua d'oïl e lingua d'oc nel Saintonge.
Dall'inizio del XIII secolo succede che alcuni documenti di Saintonge (per esempio Le coutumier d'Oléron), e quelli di Aunis (per esempio « Le Terrier du Grand fief d'Aunis ») e del Poitou (per esempio « Le vieux coutumier du Poitou ») erano già scritti in una lingua d'oïl che, nonostante la francesizzazione nello scritto, mostrava già i tratti principali del poitevin-saintongeais. Ma nello stesso periodo dei documenti della Saintonge centrale (per esempio « Charte du Mas Verlaine près de Barbezieux »), o del Poitou sud-orientale (per esempio « Les Coutumes de Charroux ») erano scritti in una lingua che portava il marchio dell'occitano.

## Interferenze o transizioni
- Dialetti di transizione tra l'occitano e il francese. All'estremo nord, l'occitano della zona del Crescente ha ricevuto forti influenze dal francese, ma i tratti occitani vi restano preponderanti: questo riguarda il nord della Marche ed il sud del Borbonese.
- A nord-est le zone intermedie tra il franco-provenzale e l'occitano sono state francesizzate: queste zone sono il Lyonnais, il Forez e il Delfinato settentrionale. L'occitano era la lingua della nobiltà lionese nel periodo di massimo splendore della cultura dei trovatori.
- A sud-ovest l'arrivo recente di popolazioni basche nella comunità di Bayonne, Biarritz e Anglet ha modificato l'uso linguistico, senza tuttavia far sparire la comunità occitanofona.
- A sud-est il massiccio arrivo di popolazioni liguri a Monaco ha ridotto l'importanza della comunità occitanofona, senza tuttavia farla sparire[27].
- A est, nelle valli occitane del Piemonte, l'uso dell'occitano vivaro-alpino ha meglio resistito nelle alte valli. Le basse valli hanno conosciuto una coesistenza tra occitano tradizionale e piemontese, di recente arrivato. Al di fuori di questa recente sovrapposizione, il confine tra le valli alpine e la pianura del Po coincidono con le frontiere linguistiche tradizionali che delimitano l'occitano rispetto ai dialetti italiani.
- A est esistono dialetti di transizione tra l'occitano e il ligure; il roiasco è considerato appartenente al ligure, il mentonasco recentemente e stato riclassificato come occitano con forti influenze liguri.